# Лаванда черешчатая
Лаванда черешчатая (лат. Lavandula pedunculata) — растение рода Лаванда из семейства Яснотковые.

## Ботаническое описание
Лаванда черешчатая — это округлый кустарник, покрытый серым опушением.
Листья растения очень узкие, ароматные. Они густо покрывают восходящие стебли.
Цветоносы до 50 см длиной. На цветоносах расположены крупные чешуевидно-шероховатые продолговатые прицветники. Наверху прицветников расположены цветки ярко-пурпурного цвета.

## Распространение
Лаванда черешчатая распространена на юге Европы (Португалия, Испания), севере Африки (Марокко), западе Азии (Турция).

## Химический состав растения
Масло растения содержит борнеол (11%), борнилацетат (3%), a-пинен, камфен, камфору (55%) и 1,8-цинеол.

## Культивирование
Лаванду черешчатую выращивают в Португалии.